# Calyptrochaeta otwayensis
Calyptrochaeta otwayensis är en bladmossart som beskrevs av Heinar Streimann 2000. Calyptrochaeta otwayensis ingår i släktet Calyptrochaeta och familjen Hookeriaceae. Inga underarter finns listade i Catalogue of Life.